# Pic North Schell
Pour les articles homonymes, voir Schell.
Le pic North Schell, en anglais North Schell Peak, est le point culminant du chaînon Schell Creek, située dans l'est du Nevada aux États-Unis. Il s'agit du 9e plus haut sommet de l'État. Il culmine à 3 622 mètres d'altitude.